# Alguers de Borriana-Nules-Moncofa
Alguers de Borriana-Nules-Moncofa este o arie protejată (sit de importanță comunitară — SCI) din Spania întinsă pe o suprafață de 4.081,91 ha, integral marine.

## Localizare
Centrul sitului Alguers de Borriana-Nules-Moncofa este situat la coordonatele 39°47′16″N 0°07′07″W / 39.7877°N 0.1185°V.

## Înființare
Situl Alguers de Borriana-Nules-Moncofa a fost declarat sit de importanță comunitară în iulie 2001 pentru a proteja un număr necunoscut de specii din flora spontană și fauna sălbatică aflate în arealul zonei.

## Biodiversitate
Situată în ecoregiunile marină mediteraneană și mediteraneană, aria protejată conține 1 habitat natural: Straturi cu Posidonia (Posidonion oceanicae).
La baza desemnării sitului se află un număr nedeclarat de specii protejate.
Pe lângă speciile protejate, pe teritoriul sitului au mai fost identificate 1 specie de nevertebrate.